# OMG (álbum sencillo)
OMG es el primer álbum sencillo del grupo femenino surcoreano NewJeans. Fue publicado el 2 de enero de 2023 a través de ADOR, sello discográfico subsidiario de HYBE.

## Antecedentes y lanzamiento
El 10 de noviembre de 2022, ADOR, la agencia de NewJeans, anunció que el grupo lanzaría su nuevo álbum sencillo bajo el título de OMG el 2 de enero de 2023, el que consistiría de una canción principal que se planeó en el momento de la producción del miniálbum debut del grupo, New Jeans, así como una nueva canción de invierno que NewJeans preparó para su primer invierno junto con sus fanáticos. Se anunció además que el sencillo de prelanzamiento se daría a conocer antes del estreno del álbum, el 19 de diciembre de 2022.
«Si el álbum debut mostró el verano de NewJeans, este álbum sencillo será uno que muestre el invierno del grupo», señaló Min Hee Jin, CEO de ADOR.

## Lista de canciones
| CD / Descarga digital |         |                                                              |                                        |            |          |  |
| N.º                   | Título  | Letras                                                       | Música                                 | Arreglos   | Duración |  |
| 1.                    | «OMG»   | Gigi, Ylva Dimberg, Hanni                                    | Jinsu Park, Ylva Dimberg, David Dawood | Jinsu Park | 3:32     |  |
| 2.                    | «Ditto» | Ylva Dimberg, The Black Skirts (조휴일), Oohyo (우효), Minji | 250, Ylva Dimberg                      | 250        | 3:05     |  |
| 6:37                  |         |                                                              |                                        |            |          |  |

## Historial de lanzamiento
| País          | Fecha              | Formato                       | Sello |
| ------------- | ------------------ | ----------------------------- | ----- |
| Corea del Sur | 2 de enero de 2023 | CD Descarga digital streaming | ADOR  |